# Antonio Hernández Carpe
Antonio Hernández Carpe (Espinardo, Murcia, 28 de junio de 1923-Madrid, 29 de noviembre de 1977) fue un pintor y muralista español de la Región de Murcia.

## Biografía
Desde la infancia mostró interés por la pintura dibujando acuarelas. Con doce años ya comenzó a estudiar en la 
Escuela de Artes y Oficios de Murcia. 
En 1946 se trasladó a vivir a Madrid a estudiar en la Escuela de Bellas Artes de San Fernando donde conoció a otros pintores como Vázquez Díaz y Nicolás Solana. En 1953 se trasladó a Roma donde estuvo casi dos años y a su regreso comenzó a realizar pinturas murales que el pintor consideraba muy diferentes a las pinturas de caballete.
Su estilo destaca por el empleo de elementos geométricos y una cierta influencia cubista, así como el uso de colores vivos.
Sus trabajos murales se encuentran repartidos por toda España ya que se pueden encontrar en Madrid, en Santander en la Residencia de Estudiantes; en Las Palmas en su Universidad, pero especialmente en Murcia donde existen en la Casa de la Cultura, los Colegios Mayores y otros muchos espacios. Uno muy conocido son los frescos realizados en 1955 que se encontraban en la entrada del Hospital Provincial, hoy con el nombre de 
Hospital Reina Sofía, antes de la renovación del edificio. Alguno de sus murales fueron destruidos durante obras como el que existía en la Biblioteca Nacional o en el Colegio Mayor Menéndez Pelayo.
Algunas de sus obras son 
vidrieras religiosas como las seis que realizó en 1960 para la iglesia del Sagrado Corazón de Jesús de Molina del Segura, cada una con seis metros cuadrados de superficie.
Sus trabajos de caballete son diversos aunque sus paisajes del Mar Menor han sido muy valorados. Durante los últimos años de su vida su trabajo estuvo centrado en ellos.
Entre las numerosas exposiciones se pueden mencionar la primera que fue en 1942 en el Salón de la Asociación de la Prensa de Murcia, su primer premio en la Exposición de Primavera en Murcia de 1945, su participación en la I Exposición Bienal Hispanoamericana de Arte de 1952, la exposición realizada en Buenos Aires en 1959, así como diversas exposiciones itinerantes y en diversas galerías. 
Su obra se encuentra en las colecciones de varios museos: Museo de Bellas Artes de Murcia, Museo Provincial de Santander, Museo Español de Arte Contemporáneo y en otros en Lisboa y en Salzburgo.